# 源道濟
源道濟（日语：／ Minamoto no Michinari，？—1019年）是日本平安時代貴族和歌人，出自於光孝源氏，官位是正五位下筑前守兼大宰少貳。和歌方面，他有61首作品收錄於敕撰和歌集，初次收錄是《拾遺和歌集》，為中古三十六歌仙之一。

## 生平
道濟之名推測源於張說的字，其父根據《尊卑分脈》記載是從五位上能登守源方國，祖父為源信明，《中古歌仙三十六人傳》則稱是伊豆守源有國。其子根據《尊卑分脈》記載是大宮禪師懷國，旁註為懷圓，《敕撰作者部類》稱從五位下大內記源親範也是道濟之子，《尊卑分脈》則指親範是懷國之子:140-142，兩人均為敕撰歌人，分別有三首（新編國歌大觀編號504、839和1018）和一首作品（新編國歌大觀編號309）收錄於《後拾遺和歌集》。
長德4年正月25日（998年2月4日），原為文章生的道濟獲任命為宮內少丞。長保3年正月30日（1001年2月25日），原為雜色的道濟就任為藏人。長保5年正月30日（1003年3月5日），他出任式部少丞，長保6年正月24日（1004年2月17日）升任式部大丞。寬弘3年正月7日（1006年2月7日），他由於省勞而獲敘為從五位下，同年正月28日（2月28日）就任為下總權守。長和4年2月18日（1015年3月11日），他獲升任為筑前守，並且兼任大宰少貳。同年3月21日（4月12日），他由於修葺楞嚴院有功而獲升至從五位上。寬仁2年7月11日（1018年8月24日），他由於造宮有功而獲升至正五位下:140-142。寬仁3年（1019年），道濟在刀伊入寇時奉命前往博多津安排船隻追擊在撤退的刀伊，同年在筑前國死去。

## 文學
| 作品              | 詩題 |
| ----------------- | --- |
| 本朝麗藻（5首）   | 暮春陪都督大王，遊覽法興院，同賦庭花依舊開，應教，以春為韻 水樹多佳趣 襌林寺眺望 冬日於雲林院西洞，同賦境靜少人事 閑居無外事 |
| 類聚句題抄（7首） | 秋聲多在山 秋思在山水 待月望秋山 山晴秋望多 園菊飽霜花 霜樹疑春花 水清似晴漢                                                 |

道濟總共有5首漢詩收錄於《本朝麗藻》，7首收錄於《類聚句題抄》，均收錄於《日本詩紀》，《日本詩紀拾遺》則收錄有其在《和漢兼作集》和《別本和漢兼作集》的作品各一首（歌書集成編號262和263），詩題分別是「丹州慶司馬月前來會」（和漢兼作集卷七728）和「望海」（別本和漢兼作集493），另有一篇漢詩文《初冬泛大井河詠紅葉蘆花和歌序》收錄於《本朝文粹》（新日本古典文學大系編號352）。根據《江談抄》卷五記載，他在漢詩方面以大江以言為師。此外，他在長保3年（1001年）舉辦的庚申作文會中負責寫序，也參與寬弘元年（1004年）於藤原道長邸舉辦的詩宴。

## 和歌
| 敕撰和歌集                                | 新編國歌大觀編號                                                                                               |
| ----------------------------------------- | --- |
| 拾遺和歌集                                | 461 |
| 後拾遺和歌集                              | 125、126、135、177、255、316、318、341、406、463、484、485、534、535、647、780、794、804、949、992、1059、1200 |
| 金葉和歌集（二度本） 金葉和歌集（三奏本） | 281 27、32、165、294、412、530                                                                                 |
| 詞花和歌集                                | 16、77、107、219、296、337                                                                                     |
| 千載和歌集                                | 552 |
| 新古今和歌集                              | 178、406、447、813、1516                                                                                       |
| 續後撰和歌集                              | 564 |
| 續古今和歌集                              | 864、1571 |
| 續拾遺和歌集                              | 164 |
| 玉葉和歌集                                | 307、1046、2350                                                                                                |
| 續千載和歌集                              | 17、241 |
| 續後拾遺和歌集                            | 103、1333 |
| 風雅和歌集                                | 184 |
| 新千載和歌集                              | 739、2295 |
| 新拾遺和歌集                              | 133、183、436、1631                                                                                            |
| 新續古今和歌集                            | 607、774 |

道濟是中古三十六歌仙之一，總共有61首和歌收錄於敕撰和歌集。道濟的歌風簡單易明，也有部分作品基於漢籍而作。交友方面，道濟與藤原公任、能因等歌人也有交流，其中能因是其晚輩，同時期的歌人則有大江嘉言。著書方面，根據《和歌色葉》和《後拾遺抄》等文獻記載，道濟和藤原長能均為《拾遺和歌集》的編者，歌學書《和歌十體》根據《奧義抄》記載也出自道濟手筆，此書又名為《道濟十體》，其內容與壬生忠岑編撰的《和歌體十種（忠岑十體）》重複。此外，他也有參與長保3年（1001年）10月舉行的藤原詮子四十賀屏風歌以及長保5年5月15日（1003年6月17日）的左大臣道長歌合。
| 詞花和歌集版本 | 金葉和歌集三奏本版本 | 時代不同歌合版本 | 雲南人民出版社譯本                       |
| -------------- | -------------------- | ---------------- | ---------------------------------------- |
|                |                      |                  | 悲難抑 來看別時 荒原上 茅草低垂 秋風淒涼 |

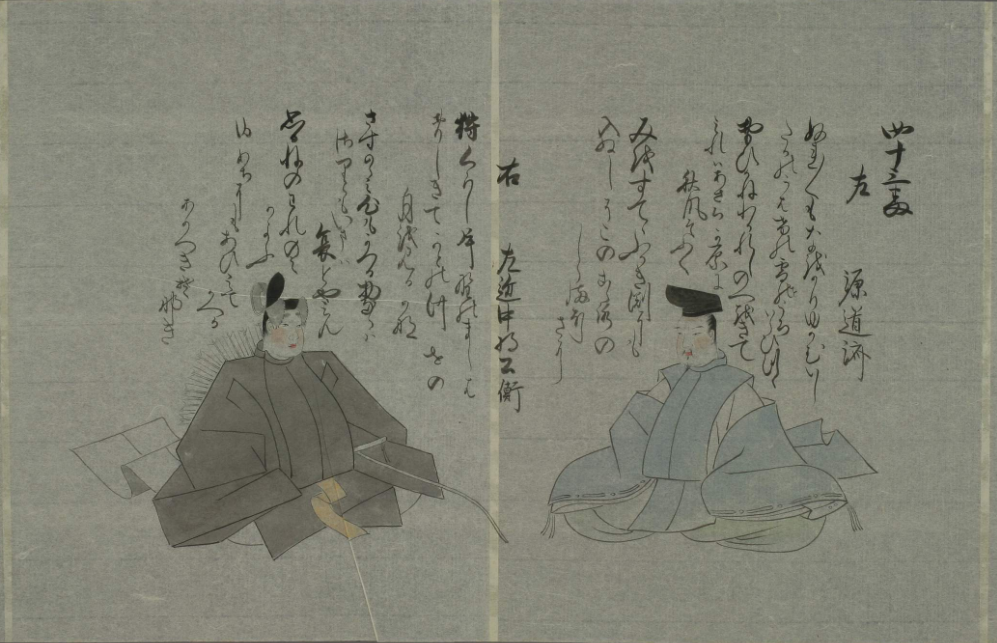
時代不同歌合中的藤原公衡和源道濟，其中第二首和歌即此歌，第一首和歌則是下方另一首

這首和歌收錄於《金葉和歌集》（三奏本）卷第三「秋百十一首」以及《詞花和歌集》卷第九「雜上」，新編國歌大觀編號分別是165和337，詞書是「詠《長恨歌》之心緒」（長恨歌のこころをよめる），《道濟集》的詞書是「當時的名人雅士以《長恨歌》為題創作和歌，我也寫了十首，此歌歌題為不見玉顏」（長恨歌、当時好士和歌よみしに、十首 不見玉顔）。此和歌是道濟根據《長恨歌》中的「馬嵬坡下泥土中，不見玉顏空死處」而作:325。此歌也收錄於《新撰朗詠集》、《玄玄集》、《俊賴髓腦》、《奧儀抄》、《寶物集》、《別本和漢兼作集》、《定家八代抄》、《八代集秀逸》、《色葉和難集》和《新百人一首》。
首句的意思是難掩悲傷，用例有收錄於《貫之集》中的作品（新編國歌大觀編號339）。第二句指分別時的荒野，《道濟集》中則寫作，意思是與人分別。第三句的意思是來到。第四句的意思是長滿矮小白茅的原野。末句的意思是刮起秋風。整首和歌的修辭上參考自收錄於《古今和歌集》中詠人不知的作品（新編國歌大觀編號105），也是飛鳥井雅經收錄於千五百番歌合中的作品（新編國歌大觀編號1683）的本歌取:325:196-197。
| 金葉和歌集二度本版本 | 金葉和歌集三奏本版本 | 時代不同歌合版本 | 後六六撰版本 | 雲南人民出版社譯本                       |
| -------------------- | -------------------- | ---------------- | ------------ | ---------------------------------------- |
|                      |                      |                  |              | 雖濕透 獵捕不休 鷂鷹翔 翎羽之上 雪霰鋪滿 |

這首和歌收錄於《金葉和歌集》（二度本和三奏本）卷第四「冬部和冬部五十四首」，新編國歌大觀編號是281和294，詞書是「詠雪中鷹狩」（雪中鷹狩をよめる）。此歌的意思是雖然已經濕了，還是一邊掃走雀鹰翅膀上的雪一邊繼續鷹狩。此歌雖然與藤原長能收錄於《金葉和歌集》三奏本的作品相爭，不過獲藤原公任好評，道濟為表謝意而向其獻上拜舞:78。
首句的意思是雖然已經濕了。第二句的意思是仍然去狩獵。第三句和第四句的意思是雀鷹翅膀上的雪。末句的意思是一邊掃走:78。此歌也收錄於《和歌一字抄》、《俊賴髓腦》、《袋草紙》、《六百番陳狀》、《古本說話集》、《金葉和歌集》（初度本）、《別本和漢兼作集》、《題林愚抄》、《定家八代抄》和《八代集秀逸》。

## 家集
道濟的家集是《道濟集》，推測是由道濟本人編撰，和歌大致按年代排序，涵蓋其在10世紀末至筑前國時期的作品，沒有分類，內容以屏風歌和題詠歌為主，也有不少日常生活的贈答歌。版本方面，分別有宮內廳書陵部藏甲本（書架編號150・575）、乙本（谷森本，書架編號351・835）、丙本（御所本，書架編號501・716）、冷泉時雨亭文庫藏本、今治市河野美術館藏本、神宮文庫藏本、群書類從本和松浦史料博物館藏本等等，古筆則名為紙撚切。
家集的所有版本均以後鳥羽院宸翰慈圓奧書本為祖本，各版本的第12首和歌處均僅有詞書，第72首也僅有首句，同時缺少第212首的第三句以及第229首的第四句與末句的一部分。除了群書類從本外，所有版本均有勘物，神宮文庫藏本、宮內廳書陵部藏乙本和今治市河野美術館藏本則尚有奧書「校合他本了 以後鳥羽院宸翰道濟家集 不違一字書寫遂比校畢 奧書慈鎮加筆共寫之 貞享三丙寅（1686年）歲令月中澣 前內大臣藤花押」。
收錄歌數方面冷泉家時雨亭文庫藏本、宮內廳書陵部藏甲、乙、丙本和今治市河野美術館藏本均收錄有319首和歌。神宮文庫藏本和群書類從本收錄有312首和歌，與319首版本相比，其第55首的上句與第62首的下句合為一首，兩首之間的和歌均缺失。松浦史料博物館本則收錄有309首和歌，相對於319首版本缺少第130首至第139首和歌以及第140首的詞書。
冷泉家時雨亭文庫藏本書寫於鎌倉時代末期，為長22.9厘米，寬16.5厘米的綴葉裝，料紙是楮紙，封面中央上方是寫有「道濟集」的外題，52頁著墨，從開首至第二頁正面以定家樣書寫，與宮內廳書陵部藏甲、乙和丙本的歌序也相同，其中與甲本尤其相似，無論是缺失部分或是改行處等等也一致，反映甲本源於冷泉家時雨亭文庫藏本。宮內廳書陵部藏甲本是長24厘米，寬17.5厘米的列帖裝，外題和內題均為「道濟集」，一面十行，和歌一首兩行書寫，51頁著墨。
| 版本                                           | 翻刻本                           | 影印版                          | 微縮膠片 |
| ---------------------------------------------- | -------------------------------- | ------------------------------- | -------- |
| 宮內廳書陵部藏甲本（書架編號150・575）         | 私家集大成 中古Ⅰ 源道濟集全釋:65 | —                               | [ 28 ]   |
| 宮內廳書陵部藏乙本（谷森本，書架編號351・835） | 新編國歌大觀 私家集編Ⅲ           | —                               | [ 29 ]   |
| 宮內廳書陵部藏丙本（御所本，書架編號501・716） | —                                | —                               | [ 30 ]   |
| 冷泉家時雨亭文庫藏本                           | 新編私家集大成                   | 冷泉家時雨亭叢書 擬定家本私家集 | —        |

## 註解
1. ↑  根據杉崎重遠的說法，造宮是指長和4年11月17日（1015年12月30日）的新建內裏，五島和代則根據《御堂關白記》寬仁2年7月11日條和《小右記（日语：小右記）》寬仁2年6月20日（1018年8月4日）條推測為土御門殿（日语：土御門殿）[1]。
2. ↑  金葉和歌集三奏本收錄的6首和歌均為重複收錄，27即玉葉1046，32即詞花16，165即詞花337，294即金葉二度本281，412即詞花219，530即拾遺461[10]。
3. ↑  詞書是指寫在和歌前的一些語句，用於說明該和歌的主題或寫作動機等等[15]。

## 外部連結
- . kotobank （日语）.
- . 國書數據庫（日语：国文学研究資料館） （日语）.